# Archidiocèse de Feira de Santana
L'archidiocèse de Feira de Santana (en latin, Archidioecesis Fori S. Annae) est une circonscription ecclésiastique de l'Église catholique au Brésil.
Son siège se situe dans la ville de Feira de Santana, dans l'État de Bahia.
Son archevêque est depuis 2014 Zanoni Demettino Castro (pt).